# Diecezja Ivrei
Diecezja Ivrei – diecezja Kościoła rzymskokatolickiego we Włoszech, a ściślej w Piemoncie. Została erygowana w V wieku. Należy do metropolii Turynu. Niemal wszystkie parafie diecezji są położone na obszarze świeckiej prowincji Turyn. Jedynym wyjątkiem jest parafia w Alice Castello, znajdująca się w prowincji Vercelli.